# The new quartet
The new quartet is een studioalbum van Gary Burton. De titel van het album verwijst naar het nieuwe kwartet dat Burton destijds om zich heen had verzameld. Opnamen vonden plaats in de Aengus geluidsstudio in Fayville (Massachusetts). In twee dagen (5 en 6 maart 1973) waren de opnamen afgerond. De samenstelling van het "nieuw kwartet" was bij de volgende plaatopname voor ECM Records alweer veranderd. Burton koos twee stukken van pianisten waarmee hij de jaren daarvoor had gewerkt, Chick Corea en Keith Jarrett.

## Musici
- Gary Burton – vibrafoon
- Michael Goodrick – gitaar
- Abraham Laboriel – basgitaar
- Harry Blazer – slagwerk.

## Muziek
| Nr. | Titel                                     | Duur |
| --- | ----------------------------------------- | ---- |
| 1.  | Open your eyes, you can fly (Chick Corea) | 6:43 |
| 2.  | Coral (Keith Jarrett)                     | 4:12 |
| 3.  | Tying up loose ends (Gordon Beck)         | 5:17 |
| 4.  | Brownout (Gary Burton)                    | 6:38 |
| 5.  | Olhos de Gate (Carla Bley)                | 5:40 |
| 6.  | Mallet man (Gordon Beck)                  | 7:13 |
| 7.  | Four or less (Mike Gibbs)                 | 6:13 |
| 8.  | Nonsequence (Mike Gibbs)                  | 4:30 |